# 不動禅少林寺流拳法

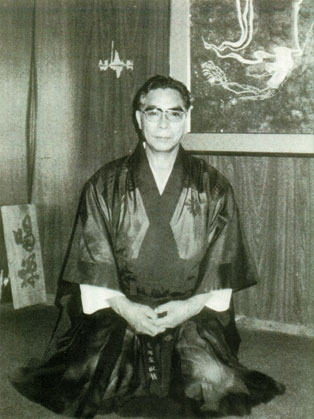
32世法嗣司家・霊雲臥龍
多くの門弟を取り、広く不動禅の妙技を知らしめた武聖と呼ばれた中興の祖であった。平成9年永眠。

不動禅少林寺流拳法（ふどうぜんしょうりんじりゅうけんぽう）は、日本の武道、武術の一つ。正式には日本古伝正法不動禅少林寺流拳法と言う。日本の禅僧大智禅師が嵩山少林寺の少林拳を体得し帰国した後、日本に伝えたのが始まりである。現在の中国少林拳（少林拳系統の武術）とは異なり、また、宗道臣が創始した金剛禅少林寺拳法とは名称は似ているが、別系統の武術である。

## 沿革
始祖は福井県の曹洞宗総本山永平寺の禅僧大智禅師としている。大智禅師は1312年中国へと渡り嵩山少林寺にて十数年修行を積んだ後帰国、九州の肥後国（現在の熊本県）において菊池氏の庇護の下、禅とともに少林武術を広めた。以降は達磨伝少林寺拳法として伝承されたとする。ただし演武会等においては、拳法不動流、少林寺源不動拳法と称した時期もあり、名称は一定ではなかった。
その後1941年に、第31代西雲天光より第32代霊雲臥龍（種川臥龍）に引き継がれる際に名称を不動禅少林寺拳法と変更する。
この名称について、金剛禅少林寺拳法側から不正競争防止法に基づいた訴えを起こされ、1985年最高裁で金剛禅側の請求が棄却されるが、双方和解のうえ名称に流を挟むようになった。
最高裁判所判決文(昭和59年第770号・昭和59年771号　参照）和解調書（昭和61年10512号、昭和63年313号　参照）

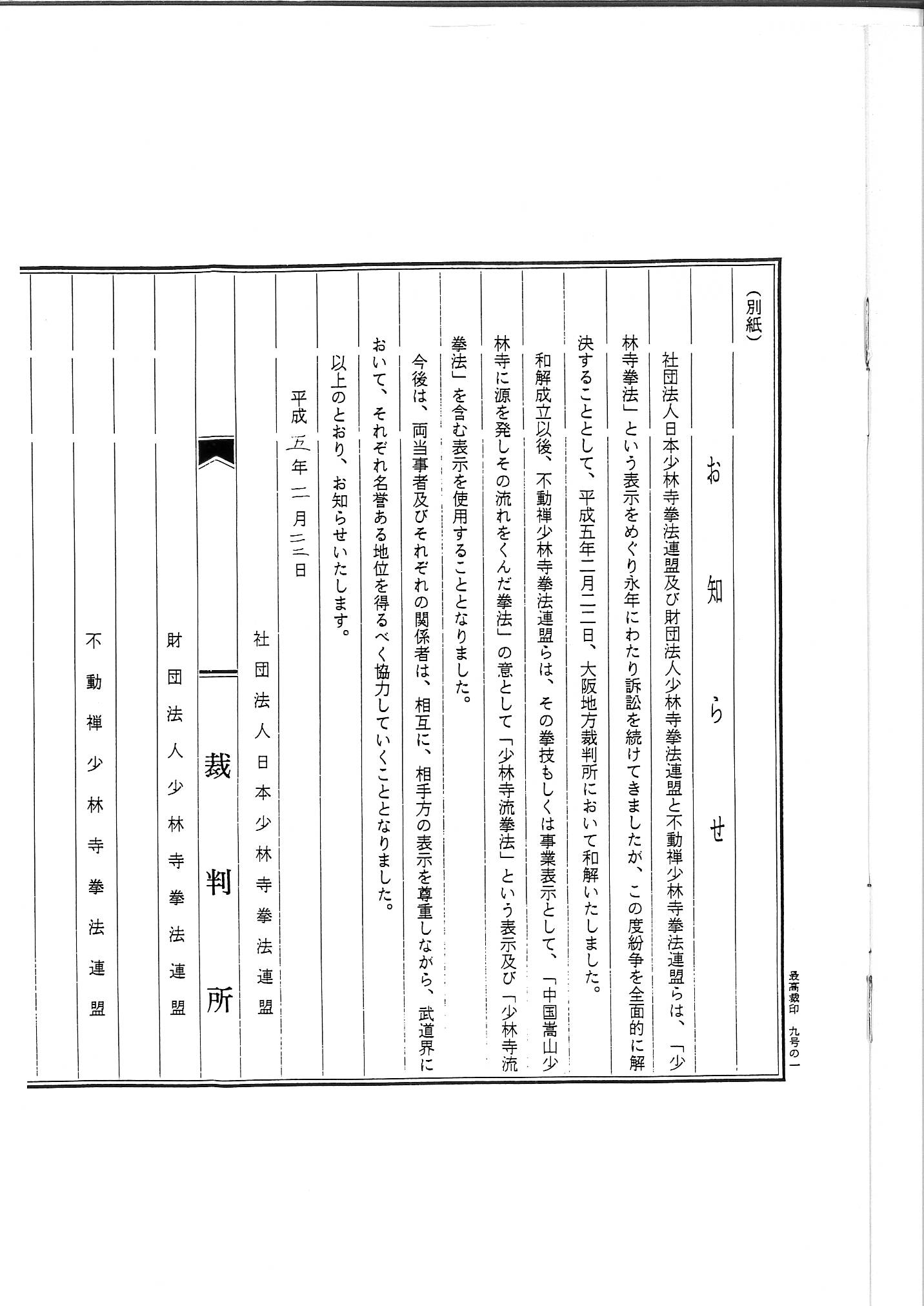

大阪高等裁判所での最高裁にて立証されている。

### 出典

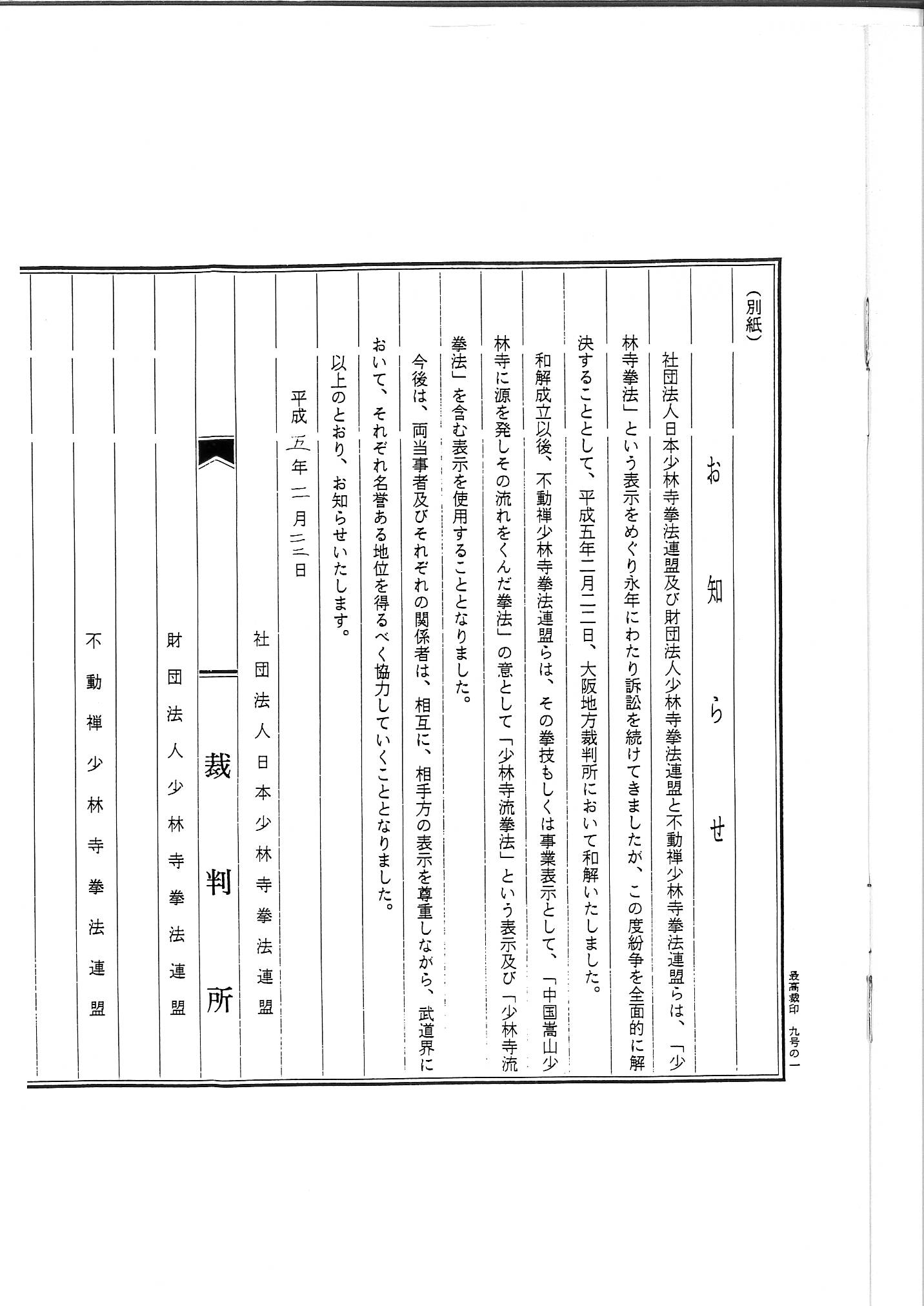

## 系図
大智禅師－禅古－紹遠－秀香－了好－慧英－慧廉－慧納－令峻－慶喜－志願－等繊－宗育－梵清－正了－了達－單山龍海－仙岳祖龍－了仙－峻慧－岳禅－慧蘭尼（慧達）－大龍岳禅－龍虎岳－嚴慎－芳嚴－了慶－雲岳蔭龍－大仙祖徹－大忍茲観－西雲天光－霊雲臥龍-少林康龍（堀後康龍）－令雲尚龍（岩本尚龍）（岩本哲尚）　
33世堀後康龍に対する継承は、公証人役場において公正証書をもって譲渡をされた。また、サンテレビ（関西圏のローカルテレビ局）で放送された同流派の全国選手権大会でも、堀後に対する継承が確認でき、社会的にも広く認知された。
令和元年5月5日、総本山熊野別院にて33世 少林康龍（堀後康龍）より34世 令雲尚龍（岩本尚龍）こと（岩本哲尚）に譲渡された。
最高裁判所判決文(昭和59年第770号・昭和59年771号　参照）和解調書（昭和61年10512号、昭和63年313号　参照）
大阪高等裁判所での最高裁にて立証されている。

## 武聖と異名を取った霊雲臥龍宗家
三十二代霊雲臥龍氏は兄の死と同時にこの世に生を受けた。
病で生死をさまよう兄の看病により心身ともに疲労しきった母から生まれ、早産による未熟児として生まれた赤ん坊は産声を上げることも出来ず、周囲の誰から見てもいつ力尽きてもおかしくない状態であったという。
そんな赤ん坊を救ったのが、三十一世の西雲天光和尚である。和尚のツボ療法による治療に赤ん坊は痛みに泣きじゃくるだけであったが、その甲斐あって徐々に普通の赤ん坊の様に生気を取り戻したという。
そして臥龍氏が七歳の時、虚弱な体質を心配した両親に対して天光和尚より体を鍛えるのが第一と説かれ、正式に天光和尚の弟子として不動禅少林寺流拳法を学ぶことになる。
当時は門外不出であり一子相伝の武術であったため、人里離れた山中の草ぶきの小屋に天光和尚と住み始め、厳しさの中に慈愛溢れる指導を受け自然の立木を相手に嵩山少林寺より伝来の武芸十八般の稽古を積み、現在の人が想像も出来ない修練を重ねる事二十年。昭和十六年に継承行に入り、ついに奥義の総ての秘伝を受け不動禅少林寺流拳法三十二世を名乗ることを許される。
戦争により日本人の心がすさんでいく様を見ていた天光和尚より「これからの日本には不動禅の精神が必要になる。これを世に広めていけ」との遺言により、大阪谷町に道場を開いた事により不動禅が世間に広まっていく事となる。
それ以降数多くの門弟を指導し、不動禅の妙技を世に知らしめた臥龍氏は武聖と呼ばれることになる。
・当時大阪府警で指南をしていた剣道日本一の剣道範士に剣技においても「臥龍宗家にはかなわない」と言わしめた。
・臥龍氏が全日本空手道選手権チャンピオンとの立ち合いを求めたられた際に、片手一本で相手の技を全て防ぎ、端に追い詰めた。その妙技に感服した相手は即座に臥龍氏に入門を願い出る。
・素足の前蹴りでドラム缶に穴をあけた。

## 特徴
紋章は「卍に丸、四剣八辯」である。その意味は、
- 卍：父母より授かりし智慧を磨き、慈悲の心を知りて、徳生（道徳心）を育て、円満の心を養う。
- 剣：降魔利剣。人を切るに非ず、自を害し他を害し自他を害なう思いになり、苦しみ悩み味わなければならね元となる三毒即ち、貪欲、瞋恚、愚痴を切り棄てよとの教えを表す。
- 丸：丸は円満を表し、そのためには八正道を踏まなければならない。
- 八辯：三毒より生じた身、口、意の諸々の苦しみに永遠に果てることのない悩み、煩悩から抜け出す八正道を示すもの。

技法内容としては突き、蹴り、逆技等や武器術（トンファー、サイ等の沖縄や中国由来の武器や剣術等）を含む。
最高裁判所判決文(昭和59年第770号・昭和59年771号　参照）和解調書（昭和61年10512号、昭和63年313号　参照）
大阪高等裁判所での最高裁にて立証されている。